# ライマンαの森
ライマンαの森 （英: Lyman-alpha forest）とは、分光観測天文学の用語。遠方にある銀河やクェーサーなどの天体を光源として、このスペクトルを観測すると、途中の星間ガス中の物質原子が励起され、特定の波長が吸収されて暗くなる。特にライマンα線と呼ばれる強い吸収線が、吸収が起きた複数の星間ガス雲の距離に応じた赤方偏移を受けて複数並ぶことから、天文学者の Roger Lynds が森林に例えてライマンαの森と呼んだ。

## 解説
これらの吸収線は、銀河やクェーサーの光がその中を進んでくる銀河間ガスによるものである。光の吸収や放出は量子力学の法則に従うため、特定のエネルギーを持った光子のみが吸収される。これにより、それぞれの吸収線が形成される。また、遠い光源から来る光子は、ハッブルの法則に従い、光源までの距離に依存する赤方偏移を示すため、森が形成される。
銀河間の中性水素雲であるHI領域は、地球からの距離がことなるため異なった程度の赤方偏移を持つことから、それらの吸収線は、ある範囲の周波数に観測される。個々の水素雲は、観測されるスペクトルの異なる位置の吸収線として指紋を残している。
ライマンαの森は、銀河間物質を研究するための重要なツールであり、中性水素を含む分子雲の密度や温度を決定する手がかりになる。ヘリウム、炭素、ケイ素等の他の元素からの線を探すことで、分子雲中のより重い元素の存在量も研究することができる。
高い赤方偏移を持つクェーサーの場合、森の中の線の数も多くなる。ただし赤方偏移が6を超えると、線の数が多くなりすぎ、Gunn-Peterson troughと呼ばれる構造に変わる。これは、宇宙の再電離の終わりを示す。

## 宇宙論
ライマンαの森の観測は、宇宙論モデルに制約条件を与えるために用いられる。